# Bombylius morelos
Bombylius morelos är en tvåvingeart som beskrevs av Neal L. Evenhuis och Greathead 1999. Bombylius morelos ingår i släktet Bombylius och familjen svävflugor. Inga underarter finns listade i Catalogue of Life.